# Paul de Smet de Naeyerplein

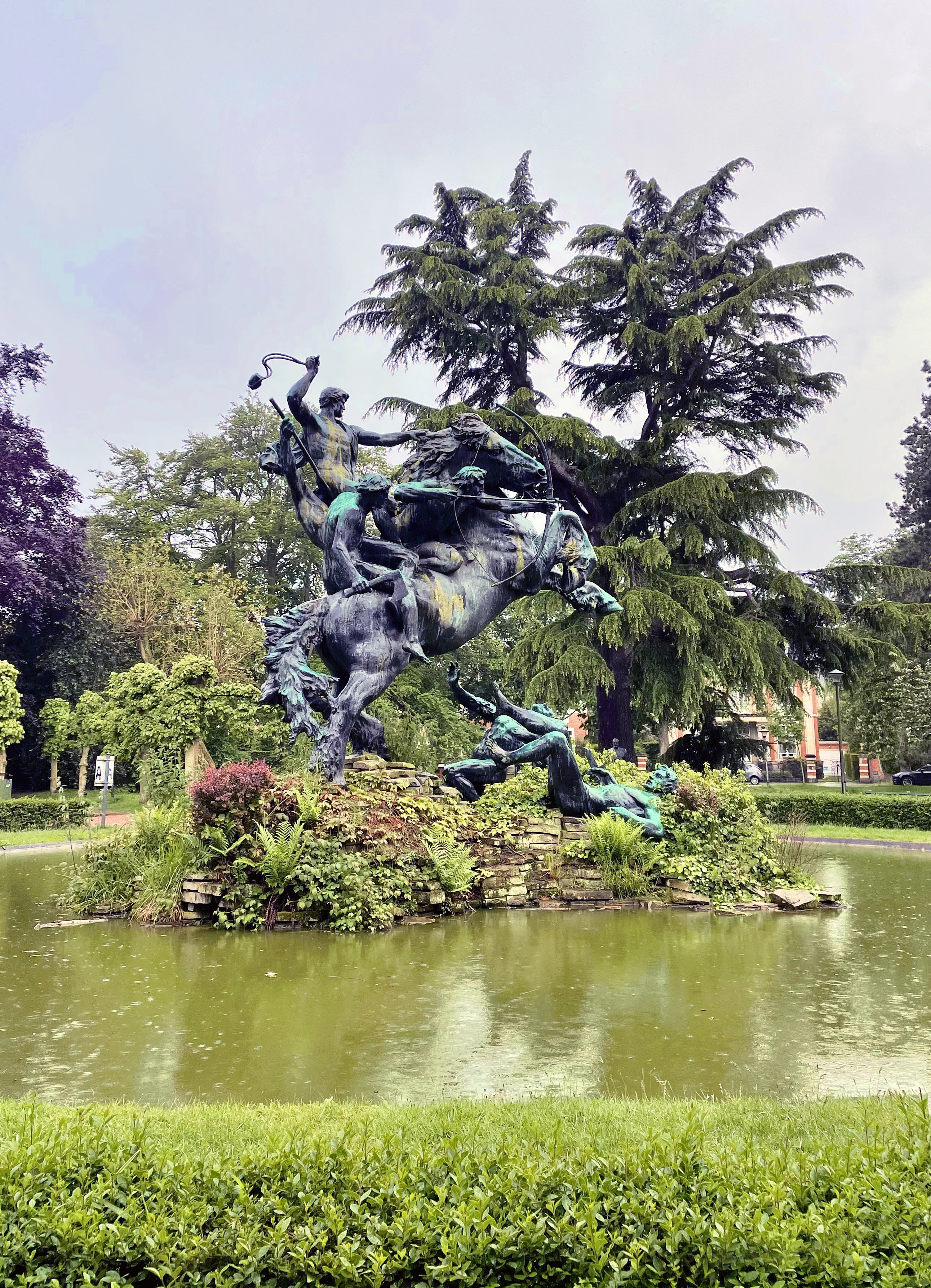
Beeldengroep Ros Beiaard.

Het Paul de Smet de Naeyerplein is een plein in het Miljoenenkwartier op de wijk Sint-Pietersaalst in de Belgische stad Gent. Het werd genoemd naar de voormalige Belgische eerste minister Paul de Smet de Naeyer (1843-1913). Van naam is het een plein, van uitzicht een park.
Het park ligt verscholen tussen twee drukke verkeersaders (de Kortrijksesteenweg en de Krijgslaan) en is als rustige speel- en wandelruimte erg in trek bij buurtbewoners en passanten, de omliggende scholen en jeugdbewegingen uit de wijk. T.e.m. 2019 maakte ook de vzw Koninklijke Dekenij Sint-Pieters-Buiten gebruik van het park voor haar jaarlijks Dekenijfeest. Na een pauze van 3 jaar (o.m. omwille van de Corona-lockdown) is er sedert 2023 terug een rommelmarkt in en rond dit Park, tijdens het voorlaatste weekend van augustus.

## Wereldtentoonstelling
In dezelfde omgeving vond de Wereldtentoonstelling van 1913 plaats. Paul de Smet de Naeyer was trouwens de erevoorzitter van het uitvoerend comité van die tentoonstelling. Na de afbraak werd het terrein verkaveld en volgens een strak patroon aangelegd. Het huidige Paul de Smet de Naeyerplein werd voorbehouden voor de bouw van villa's. Gezien de grootte van de villa's werd de omgeving al vlug het Miljoenenkwartier genoemd.
Het Paul de Smet de Naeyer-park dateert uit 1926 en bestond uit 3 afzonderlijke groenzones, gescheiden door asfaltvlaktes. In januari 2019 maakte Stad Gent haar voornemen bekend om, door het uitbreken van ca. 1500m² asfaltvlakte aan beide zijden van de Congreslaan, van de drie losse groenzones één aaneensluitend park te maken van in totaal bijna 7 voetbalvelden groot. Op 19 september 2022 gingen deze uitbreidings- en herwaarderingswerken van start, de officiële "eerste boomplanting" vond plaats op 17 maart 2023 en de Feestelijke Opening op 24 juni 2023.

## Standbeelden in het Paul de Smet de Naeyer-park

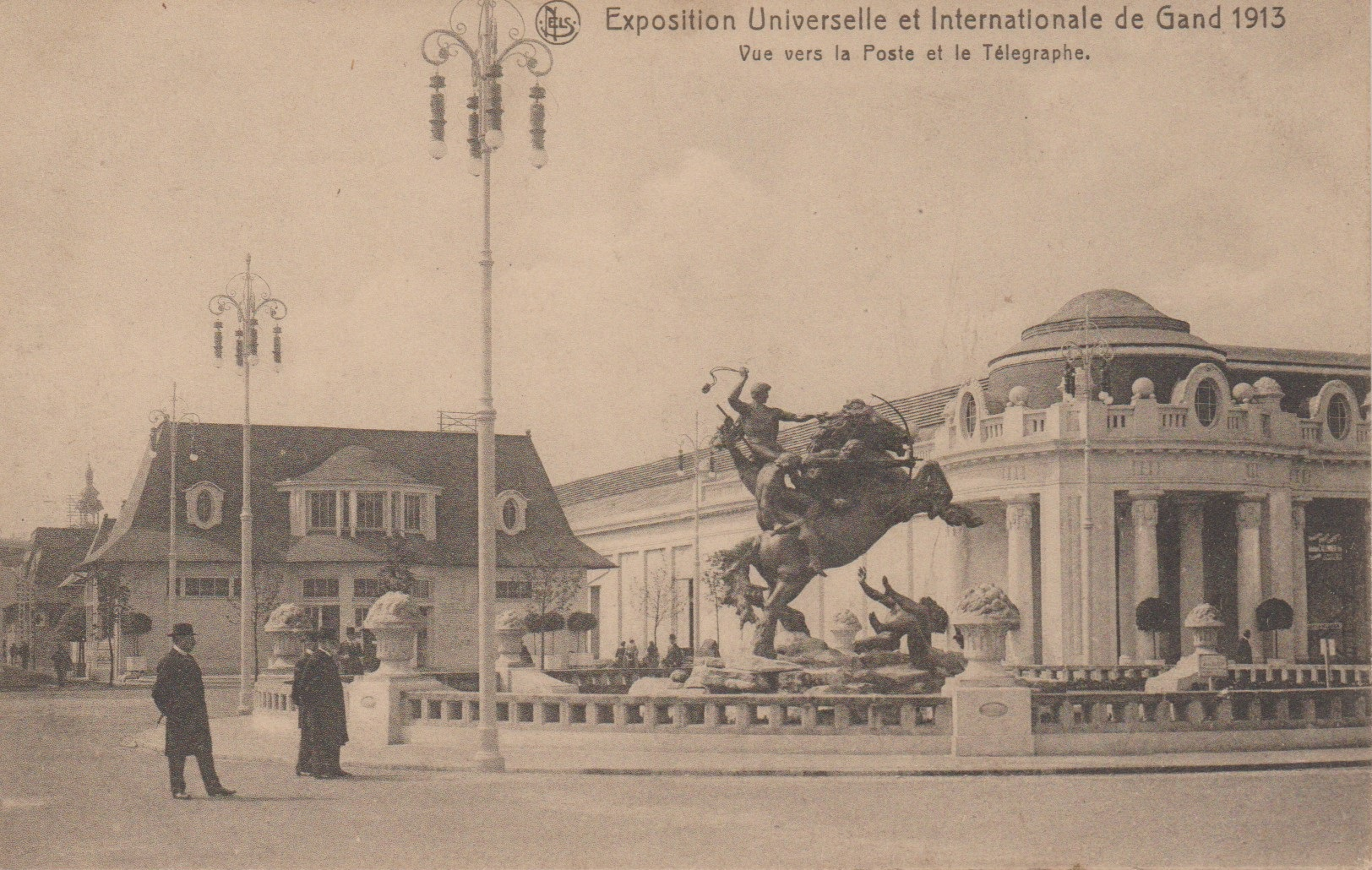
Ros Beyaert en de Vier Heemskinderen Gent Expo1913

Het met gras begroeide plein is omgeven door bomen, een ringweg en villa's in de meest uiteenlopende stijlen, gaande van klassiek over art deco, kubistisch tot modernistisch. In het park staan ook 3 standbeelden:
- Bronzen borstbeeld van Paul de Smet de Naeyer (door Charles Van der Stappen, 1937)
- Bronzen beeldengroep “Schoonheid – Kracht - Wijsheid” (door Jules Pierre Van Biesbroeck, 1910)
- Op het plein staat - centraal in een vijver - nog altijd de bronzen beeldengroep "Ros Beiaard en de Vier Heemskinderen", ontworpen door Aloïs de Beule (1861-1935) en Domien Ingels (1881-1946)

Tijdens WOI wilden de Duitsers alle bronzen beelden van het toenmalige park voor hun wapenindustrie in beslag nemen. Gezien de omvang en gewicht is het Ros Beiaard blijven staan op de plek waar het tijdens de wereldtentoonstelling stond in 1913.